# المفوض الأوروبي للعدالة والمستهلكين والمساواة بين الجنسين
المفوض الأوروبي للعدالة والمستهلكين والمساواة بين الجنسين، هو منصب في المفوضية الأوروبية. المفوض الحالي هو فييرا يوروفا.

## المحفظة الوظيفية
تم إنشاء هذا المنصب في عام 2010، من خلال تقسيم حقيبة العدل والحرية والأمن السابقة إلى وظيفة قضائية (الموضوع الذي تمت تغطيته هنا) ووظيفة أمنية، حيث يعتبر مفوض الشؤون الداخلية هو المسؤول عن هذه الوظيفة. قدم هذا الانقسام كتنازل لليبراليين في البرلمان الأوروبي للحصول على دعمهم للجنة باروسو الثانية.
يعتبر ترشيح النائب الأول للرئيس، فرانس تيمرمانز، لتحسين التنظيم والعلاقات بين المؤسسات وسيادة القانون وميثاق الحقوق الأساسية للاتحاد الأوروبي، أحد الابتكارات الرئيسية للجنة يونكر. حيث يشمل دور تيمرمانز «توجيه جميع المفوضين المرتبطين بالعدالة والشؤون الداخلية والتنسيق معهم، ولاسيما المندوبين الجدد في المديرية العامة للعدل (فييرا يوروفا) والشؤون الداخلية للمديرية العامة (ديميتريس أفراموبولوس)».
تطورت حقيبة المفوض في ظل لجنة يونكر وتم تغيير اسمها إلى العدالة والمستهلكين والمساواة بين الجنسين. تتمثل التغييرات الرئيسية في:
- «لم يعد مفوض العدل يحمل لقب» مفوض مواطنة الاتحاد الأوروبي «الذي تم استخدامه في اللجنة السابقة. [...] تم نقل المسائل الأخرى المرتبطة بالمواطنة والمتعلقة بـ» التواصل مع المواطنين «من المدير العام الاتصالات إلى المفوض الجديد للتعليم والثقافة والشباب والمواطنة».[1]
- «تمت إزالة القضايا المتعلقة بعدم التمييز في العمل (وحقوق الأشخاص ذوي الإعاقة) من المديرية العامة للعدل والمستهلكين وتم وضعها مرة أخرى في المديرية العامة للتوظيف والشؤون الاجتماعية والاشتمال. ومع ذلك، لا تزال المديرية العامة للعدل والمستهلكين تتحمل مسؤولية محفظة عدم التمييز الأشمل».[1]
- اكتسبت المديرية العامة للعدل والمستهلكين امتيازات في القضايا المتعلقة بحوكمة الشركات والمسؤولية الاجتماعية، في المديرية العامة للسوق والخدمات الداخلية سابقاً، وفي القضايا المتعلقة بشؤون المستهلك أيضاً. فيما يتعلق بشؤون المستهلك، نُقلت المديرية بالكامل من المديرية العامة للصحة والمستهلكين –المعروفة اليوم باسم إدارة الصحة والسلامة الغذائية– باستثناء قضايا التكنولوجيا الصحية ومستحضرات التجميل، والتي حصلت المديرية العامة للمشاريع والصناعة على مسؤوليتها.[1]

تم نقل مسؤولية سياسة مكافحة المخدرات إلى الإدارة العامة للشؤون الداخلية.